# Ensar Arslan
Ensar Arslan (* 1. August 2001 in Darmstadt) ist ein deutsch-türkischer Fußballspieler, der beim türkischen Zweitligisten Samsunspor unter Vertrag steht und aktuell an Kırklarelispor verliehen ist.

## Karriere
Arslan gab in der Saison 2018/19 in der A-Junioren Hessenliga sein Debüt für die U19-Mannschaft von Darmstadt. Insgesamt stand er in 18 Spielen auf dem Platz und erzielte drei Treffer. Zuvor spielte er für die Junioren des SC Viktoria Griesheim und Eintracht Frankfurt. In der Saison 2019/20 stand er in 16 Spielen auf dem Platz, jedoch musste die Liga aufgrund der COVID-19-Pandemie vorzeitig beendet werden. Darmstadt belegte zu diesem Zeitpunkt den ersten Platz und Arslan wurde mit 27 Saisontreffern Toptorschütze. Das Team stieg dadurch in die A-Junioren-Bundesliga auf. 
Im November 2019 unterzeichnete Arslan seinen ersten Profivertrag beim SV Darmstadt 98. Sein Debüt als Profispieler für Darmstadt gab er am 18. Juni 2020 in der 2. Bundesliga, als er in der 86. Minute für Nicolai Rapp im Spiel gegen Arminia Bielefeld eingewechselt wurde. Das Spiel verlor Darmstadt mit 1:0. Auch am nächsten Spieltag wurde er eingewechselt. Am 20. Juli 2020 unterschrieb er einen neuen Vertrag bis 2022. In der Saison 2020/21 kam er auf nur einen Kurzeinsatz am vorletzten Spieltag. Nach nur zehn Einsatzminuten bis zur Winterpause in der Saison 2021/22 fuhr er während dieser mit dem Drittligisten 1. FC Magdeburg ins Trainingslager. Im Trainingslager in der Türkei kam er in beiden Testspielen gegen Royal Excelsior Virton (3:2) und gegen den SV Waldhof Mannheim (3:2) zum Einsatz. Er wurde jedoch nicht verpflichtet, da man laut FCM-Sportchef Otmar Schork nicht von einem „Mehrwert im Vergleich zur vorhandenen Leistungsdichte“ im Kader überzeugt war. Kurz darauf begann er beim FC Viktoria 1889 Berlin zu trainieren.
Im Februar 2022 wechselte er in die zweite türkische Liga zu Samsunspor. Für die Saison 2022/23 wurde er an den Drittligisten Kırklarelispor verliehen.

## Privates
Arslan ist türkischer Abstammung. Sein älterer Bruder Enes Arslan spielte ebenfalls in der Jugendabteilung der Darmstädter.